# اولگ نگین
اولگ ایگوروویچ نگین (روسی: Олег Игоревич Негин؛ زادهٔ ۲ ژوئیه ۱۹۷۰ میلادی) نویسنده، رمان‌نویس و فیلم‌نامه‌نویس اهل روسیه است. او در جشنواره فیلم کن ۲۰۱۴ برندهٔ جایزه بهترین فیلم‌نامه شد.
از فیلم‌ها یا مجموعه‌های تلویزیونی که وی در آن‌ها نقش داشته‌است، می‌توان به بی‌عشق، تبعید و لویاتان اشاره نمود.